# Buchheim (Bad Lausick)
Buchheim ist ein Ortsteil der Stadt Bad Lausick im sächsischen Landkreis Leipzig. Er wurde am 1. Januar 1994 eingemeindet.

## Geografie

### Geografische Lage und Verkehr
Buchheim befindet sich südlich von Bad Lausick am Westrand des Colditzer Forsts. Durch den Ort fließt der Heinersdorfer Bach, ein Zufluss der Eula. Nördlich von Buchheim verläuft die Bundesstraße 176, direkt westlich des Orts die Bahnstrecke Leipzig–Geithain.

### Nachbarorte
| Reichersdorf |                                             | Ballendorf      |
|              | Kompassrose, die auf Nachbargemeinden zeigt | Colditzer Forst |
| Elbisbach    | Hopfgarten                                  | Ebersbach       |

### Nahverkehr
Im öffentlichen Nahverkehr ist Buchheim über die Haltestelle Buchheim, Gasthof mit folgenden Linien erreichbar:
- Bus 289 (THÜSAC): Geithain – Nauenhain – Ebersbach – Buchheim – Bad Lausick
- Bus 614 (RBL): Thierbaum – Ebersbach – Buchheim – Bad Lausick

## Geschichte

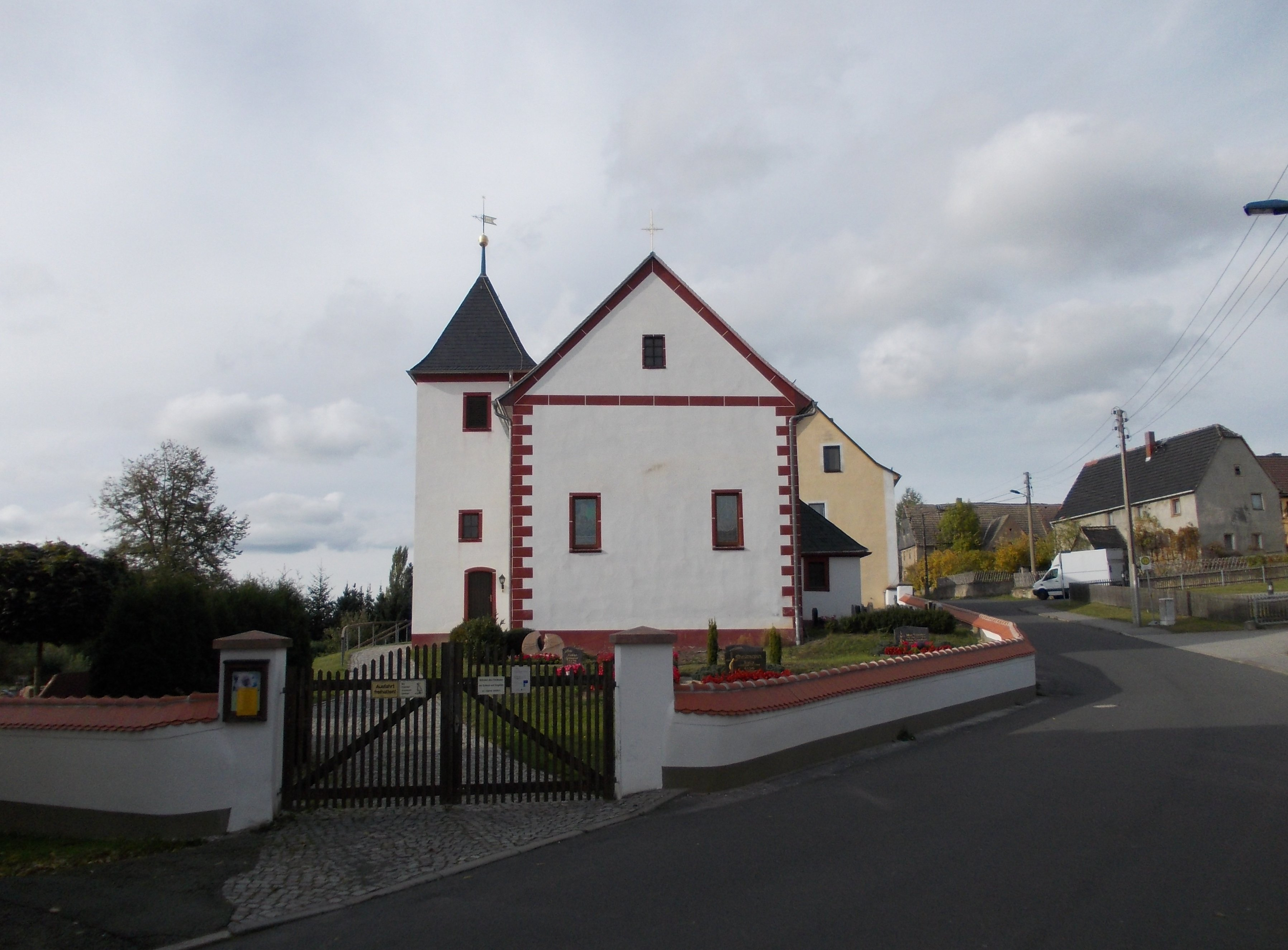
Buchheim, Kirche

Das Waldhufendorf Buchheim wurde erstmals im Jahr 1308 unter Nennung eines Apetz de Bucheym erwähnt. Die Kirche des Orts wurde bereits um 1500 genannt. Bezüglich der Grundherrschaft unterstand Buchheim als Amtsdorf bis 1856 dem kurfürstlich-sächsischen bzw. königlich-sächsischen Amt Colditz. Bei den im 19. Jahrhundert im Königreich Sachsen durchgeführten Verwaltungsreformen wurden die Ämter aufgelöst. Dadurch kam Buchheim im Jahr 1856 unter die Verwaltung des Gerichtsamts Lausick und 1875 an die neu gegründete Amtshauptmannschaft Borna. Im Jahr 1928 entstand die Jugendherberge des Orts. Durch die zweite Kreisreform in der DDR im Jahr 1952 wurde die Gemeinde Buchheim dem Kreis Geithain im Bezirk Leipzig angegliedert, der ab 1990 als sächsischer Landkreis Geithain fortgeführt wurde.
Gleichzeitig der Eingemeindung nach Bad Lausick wechselte Buchheim am 1. Januar 1994 wieder in den Landkreis Grimma, der bei der ersten sächsischen Kreisgebietsreform am 1. August 1994 im Muldentalkreis aufging. Seit 2008 gehört Buchheim als Ortsteil von Bad Lausick zum Landkreis Leipzig.